# Charmayne Hughes
Charmayne Mary Lee Hughes (8 sierpnia 1980) – singapurska zapaśniczka. Zajęła dziewiąte miejsce na mistrzostwach Azji w 2016. Brązowa medalistka mistrzostw Wspólnoty Narodów w 2016 roku.